# Anne-Christine Poisson
Pour les articles homonymes, voir Poisson.
Anne-Christine Poisson, née Lasternas le 29 décembre 1955 à Étampes, est une femme politique française.

## Biographie
Après des études de chimie, Anne-Christine Poisson a rejoint le Commissariat à l'énergie atomique.
Devenue agricultrice aux côtés de son époux, et syndicaliste agricole, elle a été vice-présidente de la section de l'Essonne et membre du bureau de Coordination rurale,.
Députée européenne, elle démissionne du MPF le 1er novembre 1996 pour s'apparenter au RPR.
Candidate aux élections cantonales de 1998 dans le canton de Méréville, elle est battue dès le premier tour avec 8.95 % des voix.
Candidate aux élections cantonales de 2004 dans le canton de Milly-la-Forêt, elle est battue dès le premier tour avec 4,28 % des voix.
Candidate en 2014 aux élections européennes sur la liste Debout la France au côté de Dominique Jamet. Elle est membre du Bureau National de Debout la France, elle a la délégation de la vie militante avec Denis Courchevel.

## Mandats électifs
Mandat parlementaire
- 19 juillet 1994 - 19 juillet 1999 : Députée européenne

Mandat local
- 20 mars 1996 - 20 mars 2002 : 1re adjointe au maire de Méréville